# Witte muur
Witte muur is een nummer van Boudewijn de Groot. Het is uitgebracht als single afkomstig van zijn album Achter glas uit 2015.
De Groot lichtte de single enkele keren toe in diverse televisie- en radioprogramma’s. Het lied maakte deel uit van een twintigtal liedjes waarmee hij de geluidsstudio in dook voor Achter glas. Een aantal sneuvelde daarbij, Witte muur kwam wel op het album. Het is geschreven in Los Angeles, alwaar Boudewijn de Groot kon kiezen tussen een prachtig uitzicht (dat hem te veel zou storen) of een witte muur van het appartement. Voor de single is een promotiefilmpje gemaakt met psychedelische kleurvoering.

## Hitnotering
Vlaanderen pikte deze digitale download beter op dan Nederland. Het haalde de tipparade van de Ultratop 50. In de Nederlandse hitparades was er geen notering te zien.

### BelgischeBRT Top 30
| Positie: | 21 | 7 | 6 | 6 | 7 | 9 | 10 | 10 | 18 | 30 | uit |